# Athos-Aspis
Athos-Aspis è un comune francese di 195 abitanti situato nel dipartimento dei Pirenei Atlantici nella regione della Nuova Aquitania. Il comune attuale è il risultato della fusione dei comuni di Athos e Aspis avvenuta il 10 gennaio 1842.
Il comune è la patria di Armand Sillègue d'Athos, il celebre moschettiere della guardia reale, figlio cadetto di Adrien de Sillègue, signore di Athos e di Auteville. Questo moschettiere, uomo di spada reso celebre dal romanzo di Alexandre Dumas sotto il nome di Athos, morì a Parigi nel 1643. L'antica abbazia, dedicata a san Martino di Sunarthe e divenuta in seguito signoria, è appartenuta a un ramo degli ascendenti dei Sillègue d'Athos.

## Società

### Evoluzione demografica
Abitanti censiti